# راهگذر سیلیگوری

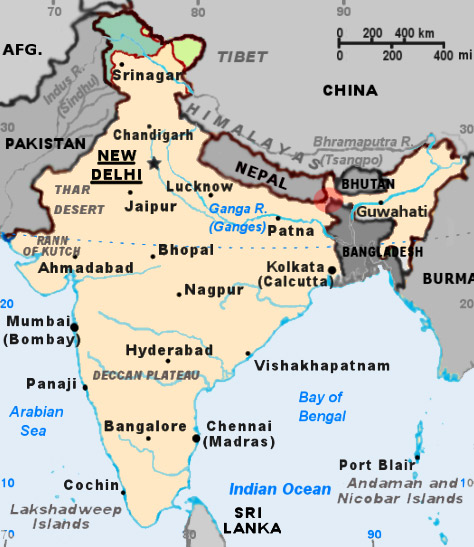
راهگذر سیلیگوری با دایره قرمز مشخص شده است.

راهگذر سیلیگوری (انگلیسی: Siliguri Corridor) یک نوار باریک در هند است که شمال شرق را به دیگر مناطق این کشور متصل می‌کند. هند به طور مداوم مواضع دفاعی خود را در این منطقه با هدف مقابله با چین گسترش داده است.
راهگذر سیلیگوری یک باریکهٔ سرزمینی به حالت شترگلو با عرض حدود ۲۲ کیلومتر واقع در ایالت بنگال غربی هند است که ایالات شمال شرقی هند را به بقیه هند متصل می‌کند. کشورهای نپال و بنگلادش در دو طرف راهگذر قرار دارند.
پادشاهی بوتان در ضلع شمالی راهگذر قرار دارد. پادشاهی سیکیم قبلاً در ضلع شمالی راهگذر قرار داشت، تا اینکه در سال ۱۹۷۵ در هند ادغام شد. شهر سیلیگوری، در ایالت بنگال غربی، محل اصلی سکونت در این منطقه و گِره‌گاه مرکزی است که بوتان، نپال، بنگلادش، سیکیم، تپه‌های دارجیلینگ، شمال شرق هند و بقیه هند را به هم متصل می‌کند.
راهگذر سیلیگوری در سال ۱۹۴۷ پس از تقسیم بنگال ایجاد شد. پادشاهی سیکیم قبلاً در ضلع شمالی راهرو قرار داشت، تا اینکه در ۱۹۷۵ از طریق همه‌پرسی علنی با هندوستان متحد شد. این به هند یک منطقه حائل در شمال راهگذر سیلیگوری داد و کنترل هند بر ضلع غربی دره چومبی چین را نیز تثبیت کرد.